# Renger van der Zande
Renger van der Zande, född den 16 februari 1986 i Dodewaard, Nederländerna är en nederländsk racerförare.

## Racingkarriär
van der Zande vann det nederländska mästerskapet i Formel Renault 2005. Segern där gjorde att han fick chansen i Tysklands F3-serie 2006, då han blev fyra. Han bytte till F3 Euroseries till säsongen 2007, då han nådde en elfteplats, vilket han följde upp med sin första seger och en slutgiltig fjärdeplats 2008. Han har även tävlat för Nederländerna i A1GP. 